# 基夫·甘姆斯
基夫·甘姆斯（Keith "Kayamba" Gumbs，1972年9月11日—），生於聖基茨和尼維斯巴斯特爾，已退役聖基茨和尼維斯足球運動員，現正在青少年足球訓練學校擔任主教練。

## 球員生涯
基夫生於聖基茨和尼維斯巴斯特爾，當他還在上小學時，天才橫溢的他少少年紀就被整個社會所認識，他的天才在遷到巴斯特爾學校後，就被開始監察和培養，使他懂得不同的體育活動像板球和籃球等，可是他對足球的熱情使到他放棄所有去玩足球。
他在1989年首次在頂級聯賽上陣就成功地為新城聯奪得聯賽及盃賽雙料冠軍，他成為了神射手，奪得最佳攻擊球員及最佳新人。
而突出的第一季使到他被國家隊教練徵召，為國家上陣過131場比賽取得47個入球，亦都為新城聯上陣超過150場賽，射入差不多200個入球，其後他成為唯一一個聖基茨球員能連續6年奪得神射手及連續7年奪得最佳攻擊球員獎項。他在2004年來香港加盟甲組球會傑志，並是球會及聯賽的神射手。

## 外部連結
| 體育角色      | 體育角色                  | 體育角色      |
| ------------- | ------------------------- | ------------- |
| 前任： 馮嘉奇 | 傑志隊長 2005年–2007年6月 | 繼任： 陳肇麒 |